# Laomedea pseudodichotoma
Laomedea pseudodichotoma är en nässeldjursart som beskrevs av Vervoort 1959. Laomedea pseudodichotoma ingår i släktet Laomedea och familjen Campanulariidae. Inga underarter finns listade i Catalogue of Life.